# Norbert Eder
Norbert Eder (Bibergau, 7 november 1955 – 2 november 2019) was een (West-)Duits voormalig voetballer en voetbalcoach die speelde als verdediger.

## Carrière
Eder maakte zijn debuut voor 1. FC Nürnberg en speelde er van 1974 tot 1984. Hij maakte in 1984 de overstap naar Bayern München waarmee hij landskampioen werd in 1985, 1986 en 1987 en won de beker in 1986. Hij eindigde zijn carrière bij de Zwitserse ploeg FC Zürich.
Hij speelde negen interlands voor West-Duitsland waarmee hij deelnam aan het WK voetbal 1986 waar ze tweede werden.
Na zijn spelerscarrière werd hij coach bij SB DJK Rosenheim, TSV 1860 Rosenheim en TuS Holzkirchen.

## Erelijst
- Bayern München
  - Landskampioen: 1985, 1986, 1987
  - DFB-Pokal: 1986

1 Schumacher ·
2 Briegel ·
3 Brehme ·
4 Förster ·
5 Herget ·
6 Eder ·
7 Littbarski ·
8 Matthäus ·
9 Völler ·
10 Magath ·
11 Rummenigge  ·
12 Stein ·
13 Allgöwer ·
14 Berthold ·
15 Augenthaler ·
16 Thon ·
17 Jakobs ·
18 Rahn ·
19 Allofs ·
20 Hoeneß ·
21 Rolff ·
22 Immel ·
Coach: Beckenbauer